# 巴伐利亚公园

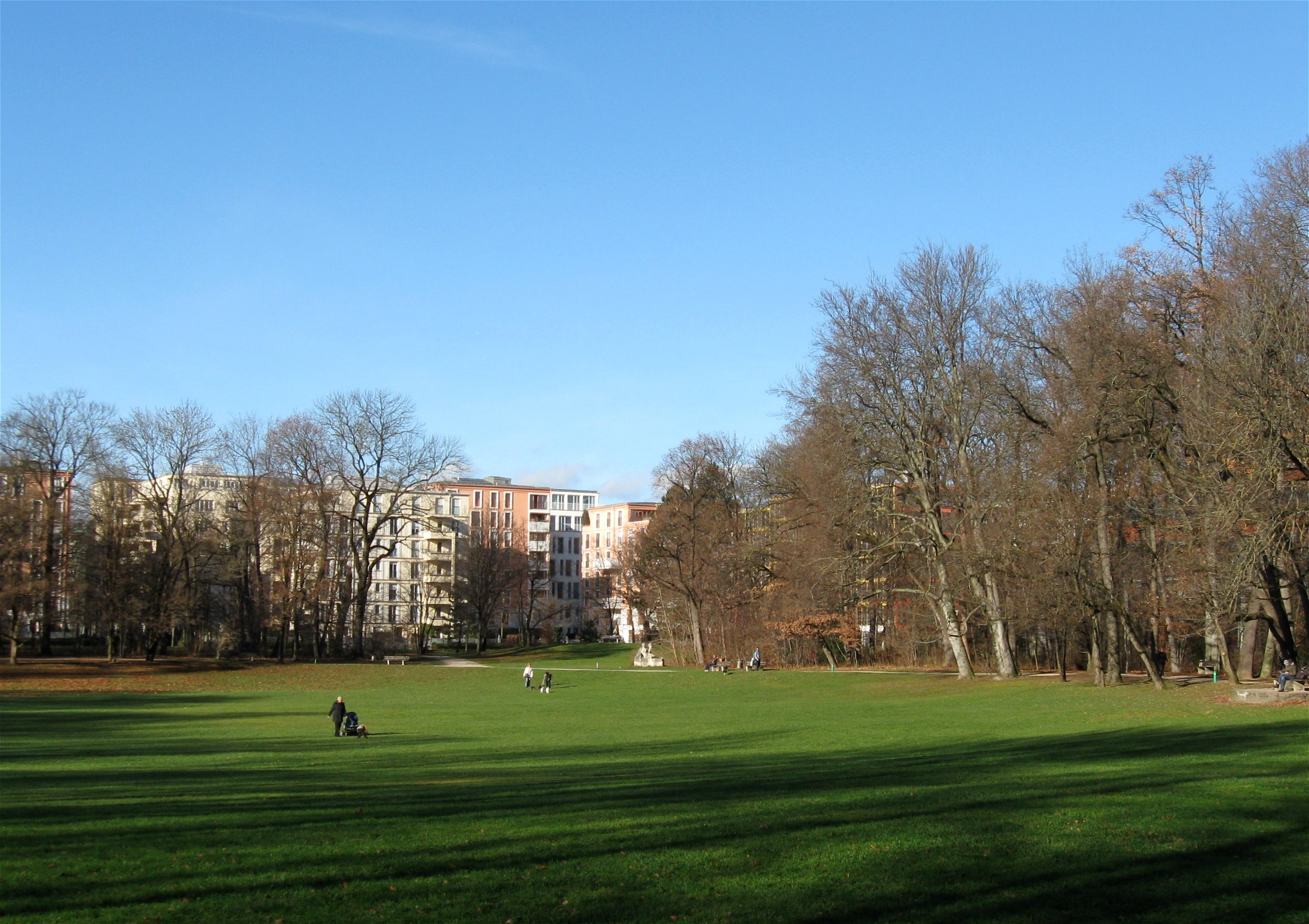
巴伐利亚公园

巴伐利亚公园（Bavariapark）是慕尼黑的一个公园，面积6.8公顷，受到《巴伐利亚纪念物保护法》的保护。它位于该市西区（Westend）特蕾西娅草坪巴伐利亚雕像和名人堂后面。